# Régis Le Bris
Régis Le Bris, född 6 december 1975 i Pont-l'Abbé, är en fransk före detta fotbollsspelare och numera tränare. Sedan 2024 tränar han den engelska klubben Sunderland som blev uppflyttade till Premier League genom en playoff-final mot Sheffield United.